# Soffio carotideo
Un soffio carotideo è un suono sistolico auscultato in corrispondenza dell'arteria carotidea durante l'auscultazione.

## Patologie associate
Può verificarsi come risultato della stenosi dell'arteria carotidea, ma la maggior parte dei soffi carotidei, in particolare quelli che si trovano nei pazienti più giovani o asintomatici, non sono correlati a nessuna malattia e sono chiamati "soffi innocenti". È probabile che un soffio carotideo sia udibile se la stenosi occlude meno del 40% del diametro dell'arteria. Allo stesso modo, non si può sentire una stenosi superiore al 90%, poiché il flusso potrebbe essere troppo basso.
Molti soffi carotidei sono scoperti incidentalmente in un paziente altrimenti asintomatico. La presenza di un soffio carotideo da solo non indica necessariamente la presenza di stenosi e l'esame obiettivo non può essere utilizzato per stimare il grado di stenosi, se presente; pertanto, ogni tipo di soffio deve essere valutato mediante ecografia o imaging radiodiagnostico.